# Autohandelsgesellschaft Georg Rittersbacher
Die Automobilhandelsgesellschaft mbH Georg Rittersbacher mit Sitz im rheinland-pfälzischen Kaiserslautern ist die Konzernmutter und oberste Konsolidierungsebene der Rittersbacher-Gruppe, einer in Rheinland-Pfalz und im Saarland aktiven Autohandels-Gruppe mit Schwerpunkt bei den Marken des VW-Konzerns.

## Geschichte
Das Unternehmen wurde 1924 unter den Namen Georg Rittersbacher Mechanische Werkstatt Kaiserslautern gegründet. Zum ursprünglichen Geschäftszweck kam sukzessive der Service für bzw. der Verkauf von Kraftfahrzeugen hinzu. 1957 erfolgte ein Umzug in die Pariser Straße in Kaiserslautern, wo sich noch heute der Stammsitz des Unternehmens befindet.

## Geschäftsbetrieb
Zur Rittersbacher-Gruppe gehören verschiedene Tochtergesellschaften, welche für den Vertrieb und Service der im Portfolio befindlichen Marken zuständig sind. Vertrieben werden Neufahrzeuge der Marken Audi, Porsche, Seat, Škoda, VW und VW Nutzfahrzeuge sowie Gebrauchtfahrzeuge. Hinzu kommt das Service- und Reparaturgeschäft. Hauptsitz, Verwaltung sowie Autohäuser aller vertriebenen Marken befinden sich in Kaiserslautern. Weitere Standorte mit den verschiedenen von der Gruppe vertriebenen Marken befinden sich in Germersheim, Grünstadt, Kusel und Saarbrücken.